# Geo Mod 2
Geo Mod 2 (рус. Гео-мод 2) — игровой движок, разработанный американской студией Volition, Inc. в 2009 году и используемый в разработанных ею компьютерных играх «Red Faction: Guerrilla» и «Red Faction: Armageddon». «Geo Mod 2» является преемником игрового движка «Geo-Mod» 2001 года, также разработки Volition, и его отличительной особенностью являются широкие возможности по разрушению игрового окружения. Название движка происходит от слов «Geometry Modification Technology» (рус. Технология Модификации Геометрии ). «Geo Mod 2», как и его предшественник, являются проприетарными программными продуктами, разработанными Volition для внутренних целей и потому не лицензируемые. «Geo Mod 2» является кроссплатформенным программным обеспечением и поддерживает IBM PC-совместимые компьютеры под управлением операционный систем семейства Microsoft Windows и игровые консоли Xbox 360 и PlayStation 3.

## Разработка и использование
Разработка «Geo Mod 2» началась приблизительно в 2004 году, за 5 лет до выхода компьютерной игры «Red Faction: Guerrilla», небольшой частью команды Volition, тогда как бо́льшая её часть работала над игрой «Saints Row». «Geo Mod 2» был первым компонентом «Red Faction: Guerrilla», который начал разрабатываться, так как от него зависел геймплей и облик игры.
«Red Faction: Guerrilla» была официально анонсирована 20 февраля 2008 года. В пресс-релизе было сказано, что игра «переопределит границы основанного на разрушениях геймплея» и будет содержать физически правильные разрушения.
«Geo Mod 2» изначально назывался «RED» (Realtime Environment Destruction — окружение, разрушающееся в реальном времени), но затем был переименован в текущее название.
31 октября 2008 года ассоциированный продюсер «Red Faction: Guerrilla» Шон Кеннеди (англ. Sean Kennedy) в эксклюзивном интервью «The Official Xbox Magazine» сообщил, что Volition испытывала проблемы с движком на PlayStation 3, и в решении этих проблем разработчикам пришлось прибегнуть к помощи специалистов из Sony. Согласно Кеннеди, ограниченный объём доступной памяти на PlayStation 3 был главной проблемой при портировании «Geo Mod 2» на эту консоль, малейшие изменения в механизме движка во время его разработки сражу же приводили к проблемам с памятью, а дополнительным фактором было стремление Volition сделать функциональные возможности и производительность «Red Faction: Guerrilla» одинаковыми для трёх целевых платформ. Только привлечение специалистов по консоли из Sony смогло решить эту проблему. Также Кеннеди добавил, что при разработке «Geo Mod 2» возможности PlayStation 3 и Xbox 360 были использованы до предела.
В конце марта 2009 года, незадолго до выхода «Red Faction: Guerrilla», главный дизайнер проекта Джеймс Хейг (англ. James Hague) в интервью Eurogamer заявил, что система разрушений из Geo-Mod, которая будет представлена в «Red Faction: Guerrilla», опережает своих конкурентов на 5-10 лет.
24 апреля 2009 года сайт Strategy Informer опубликовал интервью с Шоном Кеннеди, которое было направлено на «Geo Mod 2» и его применение в «Red Faction: Guerrilla». В интервью Кеннеди сообщил, что «Geo Mod 2» обгоняет своих конкурентов на 3—5 лет, а также что использование этого движка было бы невозможным ранее, без доступных вычислительных мощностей. Кеннеди сообщил, что разработчики «Red Faction: Guerrilla» решили не использовать технологии и геймплейные концепции из первых двух игр серии, а создать игру с новым геймплеем и технологическим уровнем. Однако вычислительные мощности на тот момент были недоступны, поэтому разработчики были вынуждены отложить разработку игры на некоторое время. Позже вышли консоли седьмого поколения Xbox 360 и PlayStation 3, которые могли обеспечить необходимые вычислительные ресурсы, поэтому разработка была продолжена. Помимо этого, Кеннеди заявил, что демонстрация «Red Faction: Guerrilla» и «Geo Mod 2» на Game Developers Conference 2009 произвела большое впечатление на других разработчиков, которые заявили, что их собственные технологии даже близко не подошли к уровню Volition.
28 июля 2009 года на сайте PC Games Hardware было опубликовано интервью с президентом Reactor Zero Мэттом Тошлогом (англ. Matt Toschlog), продюсером Volition Риком Уайом (англ. Rick White) и главным программистом физики Эриком Арнольдом (англ. Eric Arnold). Интервью целиком было сфокусировано на технологической составляющей ПК-версии «Red Faction: Guerrilla», а именно на физических разрушениях, графике и отличиях от консольных версий.
Игра «Red Faction: Guerrilla» вышла 2 июня 2009 года для консолей PlayStation 3 и Xbox 360, версия для PC вышла 15 сентября 2009 года. При этом Volition разработала лишь консольные версии, а портирование на ПК осуществляла сторонняя компания Reactor Zero.
«Red Faction: Armageddon» стала второй игрой, использующей «Geo Mod 2», причём использовалась его улучшенная и доработанная версия — «Geo Mod 2.5». В этой версии движка была улучшена производительность системы разрушения, была добавлена физика тканей и улучшена графическая составляющая.
12 февраля 2011 года сотрудники журнала Computer and Video Games взяли интервью у Эрика Арнольда, которое было полностью посвящено движку, описанию его разработки и трудностей, возникавших в его разработчиков.
В конце июля 2011 года, через некоторое время после выхода «Red Faction: Armageddon», владелец студии Volition, Inc. и серии игр Red Faction компания THQ официально сообщила о закрытии этой серии. Из-за низкого коммерческого успеха последней игры было решено полностью прекратить развитие и поддержку бренда Red Faction. Студия Volition переключилась на разработку других игр.
28 июля 2011 года в интервью журналу NowGamer Грег Донован (англ. Greg Donovan), сотрудник Volition, сообщил, что студия планировала использовать «Geo-Mod 2» в игре «Saints Row: The Third», однако в конечном счёте решила отказаться от этой идеи. Первой причиной отказа стало то, что перенести локации и окружение из «Saints Row: The Third» на «Geo-Mod 2» было бы очень тяжелым, хотя и в принципе выполнимым заданием. Вторым фактором отказа Донован назвал то, что разрушения не ассоциируются с концепцией и геймплеем серии «Saints Row», и такое нововведение могло бы быть отличным от того, что ожидают от игры фанаты. Третьим фактором было названо большое количество сюжетно важных зданий в игре, разрушив которые, игрок не смог бы продолжать двигаться по сюжету игры.
В конце сентября 2011 года в интервью журналу Xbox World Грег Донован сообщил, что Volition не планирует отказываться от движка «Geo-Mod» даже несмотря на то, что серия Red Faction отменена. Донован подчеркнул, что, несмотря на то, что использование «Geo-Mod» в новых играх не определено, однако этот движок является самой развитой и продвинутой технологией Volition, и он уверен, что её развитие будет продолжено.

## Характеристики
«Geo Mod 2» является мультиплатформенным (кроссплатформенным) игровым движком, способным работать на IBM PC-совместимых компьютерах под управлением операционной системы Microsoft Windows и игровых консолях Xbox 360 и PlayStation 3. «Geo Mod 2» также является многопоточным движком, минимальное число потоков равняется двум, поэтому он не способен работать на однопоточных системах. Этими двумя важнейшими потоками являются обработка графики и физики. Вместе с тем, в случае использования ПК увеличение количества доступных в системе вычислительных потоков не приведёт к заметному улучшению производительности. В случае консолей сделаны дополнительные оптимизации для максимального использования всех доступных ресурсов, в том числе дополнительных потоков.

### Физика и система разрушений
Основной, наиболее заметной, высоко оцененной журналистами особенностью игр серии «Red Faction» является возможность разрушать окружение игрового мира. Первые две игры серии — Red Faction (2001) и Red Faction II (2002), — использовали «Geo-Mod» первой версии, который позволял деформировать ландшафт уровня и пробивать дыры в строениях, однако был лишен физической составляющей: разрушение частей построек являлось больше визуальным (графическим) приёмом, нежели физически достоверным взаимодействием. В «Geo Mod 2» возможность деформирования ландшафта была убрана, однако разрушение строений стало «подчиняться» физическим законам.
«Geo Mod 2» в качестве физического движка использует «Havok» от одноимённой компании для симуляции твёрдых тел. Разработчики из Volition несколько модифицировали «Havok» для придания ему необходимых свойств, при этом тесно сотрудничая с компанией Havok для достижения максимальной производительности. Система определения момента разрушения строений (т. н. стресс-система) была полностью создана Volition.
Согласно Эрику Арнольду, главному программисту физики в Volition, перед началом работ над системой разрушений «Geo Mod 2» разработчики изучили все программные решения моделирования игровой физики, представленные на рынке, и в итоге остановились на «Havok». Причинами этого решения была названа лучшая большая нацеленность на кроссплатформенность и очень качественная техническая поддержка.
На вопрос журналиста о использовании PhysX и переносе физических вычислений на графический процессор Арнольд ответил, что в случае «Red Faction: Guerrilla» это решение не подходит, так как в процессе разрушения сложного строения нагрузка на графическую систему серьёзно возрастает. При разрушении сложного строения за очень короткое время создаётся множество новых отдельных объектов, визуализацию и анимацию которых необходимо обрабатывать графическому процессору. Поэтому необходимо обеспечить приблизительно равное время для вычисления физического разрушения посредством центрального процессора с одной стороны и рендеринг сцены с резко возросшей вычислительной сложностью при помощи графического процессора с другой стороны; время на вычисление этих двух задач должно быть примерно одинаковым, чтобы ни одно из них не становилась «тормозом» для другой.
Согласно Эрику Арнольду, изначально разработчики столкнулись с большими трудностями при разработке системы разрушений, которые были связаны с очень низкой производительностью. Если здание, состоящее из около 1000 составных частей, начинало рушиться, количество столкновений и взаимодействий между этими частями росло экспоненциально и катастрофически снижало производительность. «Havok», используемый в «Geo Mod 2», не был рассчитан на такое большое количество объектов и взаимодействий, и изначально частота кадров при разрушениях падала до 5 — 10 FPS. Разработчикам потребовалось несколько лет, чтобы решить эту проблему.
Финальная версия системы разрушений, согласно Арнольду, представляет собою набор упрощений, аппроксимаций и «костылей». В целях оптимизации производительности разработчики переделали систему разрушений так, чтобы корректно взаимодействовали лишь те части здания, которые находятся в поле зрения игрока, а также максимально упрощали физические расчёты. Система определения разрушений строений была описана Арнольдом, как «повозка, запряженная волами». Несмотря на наличие некоторых базовых физических законов и уравнений, в бо́льшей мере эта система направлена на красивую визуализацию разрушения, нежели на корректное физическое моделирование. Она состоит из множества подсистем, каждая из которых требует тщательной подгонки в целях достижения баланса «точность/производительность». В процессе создания системы разрушения разработчики добивались визуальной реалистичности путём подстройки множества её параметров и параметров подсистем, а не путём физически корректных расчётов.
На вопрос журналиста о том, смогли бы разработчики смоделировать разрушаемый город наподобие представленного в «Saints Row» при помощи «Geo Mod 2». Эрик Арнольд ответил утвердительно, однако отметил, что с текущим уровнем аппаратного обеспечения это невозможно. Основным препятствием является память — для разрушаемого здания её требуется в приблизительно 10 раз больше, нежели для не-разрушаемого.

### Графическая подсистема
Графический движок, используемый в «Geo Mod 2», различается в версиях для ПК и игровых консолей. Если консольные версии поддерживают только DirectX 9, то ПК-версия, кроме него, поддерживает также DirectX 10. Согласно Мэтту Тошлогу (англ. Matt Toschlog), президенту компании Reactor Zero, которая выполняла портирование «Red Faction: Guerrilla» на ПК, по качеству графики и производительности DirectX 10-версия не сильно отличается от DirectX 9-версии, хотя разработка под DirectX 10 была более лёгкой. Единственным продвинутым графическим эффектом, который работал только под DirectX 10, является Screen Space Ambient Occlusion.
Все версии графического движка поддерживают многие распространённые графические эффекты и технологии: High Dynamic Range Rendering, мягкие тени, Depth of Field, Motion Blur, объёмные лучи, эффекты преломления света для жары и маскировочного камуфляжа, а также многие другие эффекты. Система частиц позволяет создавать дым, пыль, пламя огня и мелкие осколки. ПК-версия графического движка поддерживает технологии SLI и CrossFire.

## Отзывы и оценки
17 сентября 2009 года сотрудники PC Games Hardware провели обзор технологической составляющей ПК-версии «Red Faction: Guerrilla», замерив её производительность, многопоточность, а также оценив различие качества графики в минимальном и максимальном режимах. Журналисты отметили, что на конфигурации с процессором Intel Core 2 Quad Q9550 и видеокартой GTX 285 на максимальных настройках графики частота кадров составляет от 35 до 40, а нагрузка на процессор в среднем составляет 50 %. При разрушении строений частота кадров заметно падает, а нагрузка возрастает почти до максимума.
Владимир Горячев aka Nomad, журналист сайта Absolute Games, в рецензии на «Red Faction: Guerrilla» заявил, что разрушения, предоставляемые «Geo Mod 2», являются единственным, что выгодно и ярко отличает саму игру от набора «заурядных песочниц». Сама же технология разрушений была оценена очень высоко. Журналист отметил, что «так зрелищно здания ещё никто не сносил», а также: «Ибо вид многоэтажки, падающей под тяжестью собственного веса, — единственное, что не утомляет в Red Faction: Guerrilla». Вместе с тем было отмечено, что сложные и масштабные разрушения зданий заметно снижают производительность.
Подобное мнение высказали журналисты «The Armchair Empire» в рецензии на «Red Faction: Armageddon», заявив, что именно «Geo Mod 2.5» выгодно отличает игру от большинства других подобных шутеров.